# 渡辺誠 (料理人)
渡辺 誠（わたなべ まこと、1948年 - 2003年1月21日）は日本の料理人。元宮内庁管理部大膳課厨司。

## 経歴
1948年東京都生まれ。プリンスホテルのフランス料理のシェフを経て1970年に宮内庁管理部大膳課に厨司として勤務。1989年にフランス料理赤アカデミー会員に入会。1996年に退職。その後、くらしき作陽大学食文化学講師。2003年に死去。

## 東宮の料理番
宮内庁管理部大膳課では西洋料理を担当。昭和天皇、第125代天皇上皇明仁、徳仁の三代に仕えた。1988年から主厨としては皇太子の「料理番」を勤めた。

## 著書
- 西洋食作法 美食家たちのパフォーマンス（1990年）主婦の友社 ISBN 4-07-935972-1
- 渡辺誠のフランス料理のおいしい常識（1998年）平凡社 ISBN 4-582-63351-X
- とっておきのごちそうレシピ 講談社のお料理BOOK おしゃれな食卓とお手頃ワイン（1999年）講談社 ISBN 4-06-209678-1
- 殿下の料理番（2000年）小学館（小学館文庫） ISBN 4-09-404165-6
- もしも宮中晩餐会に招かれたら 至高のマナー学（2001年）角川書店（角川Oneテーマ21） ISBN 4-04-704019-3
- 昭和天皇 日々の食（2004年）文藝春秋 ISBN 4-16-359670-4
  - 文庫改題 昭和天皇のお食事（2009年）文藝春秋（文春文庫）  ISBN 978-4-16-775338-2

## 寄稿
- 『文藝春秋』2003年2月号「初公開 昭和天皇日々の献立」

## テレビ出演
- キユーピー3分クッキング（日本テレビ）
  - 1997年4月 - 9月（隔週土曜日・「週末はみんなで!」講師）[1]
  - 1998年10月 - 1999年3月（隔週土曜日・「週末はみんなで!」講師）[2]
  - 1999年12月20日・21日・22日・23日（《番組特集》「クリスマスメニュー」講師）[3]
  - 2000年12月21日・22日・23日・24日・25日（《番組特集》「クリスマスメニュー」講師）[4]
  - 2001年4月 - 9月（隔週土曜日・「かんたんおいしいフレンチ」講師）[5]
  - 2001年12月22日・24日・25日（《番組特集》「クリスマスメニュー」講師）[6]
- 平成日本のよふけ（フジテレビ、2000年11月放送分）